# Sado (film)
Sado (Hangul: 사도 - Engels: The Throne) is een Zuid-Koreaanse film uit 2015 onder regie van Lee Joon-ik. 

## Verhaal
De film speelt zich af in Korea in de 18de eeuw tijdens de regeerperiode van  koning Yeongjo. De zoon van Yeongjo en zijn beoogde opvolger prins Sado is geestelijk ziek. Hij vermoord willekeurig mensen die aan het hof werkzaam zijn en verkracht diverse vrouwen. Hoewel het aan het hof verboden is te drinken, raakt Sado aan alcohol verslaafd. Ook neemt hij prostituees mee naar het paleis. Yeongjo weigert zijn eigen zoon om te laten brengen en Sado weigerde de instructies van zijn vader op te volgen om zelf een einde aan zijn leven te maken. Op een hete dag in augustus 1767 wordt Sado opgedragen om plaats te nemen in een kist waarin normaliter rijst wordt opgeslagen. De kist wordt afgesloten en acht dagen later sterft de prins.

## Rolverdeling
| Acteur          | Personage         |
| --------------- | ----------------- |
| Song Kang-ho    | koning Yeongjo    |
| Yoo Ah-in       | kroonprins Sado   |
| Moon Geun-young | vrouwe Hyegyeong  |
| Kim Hae-sook    | koningin Inwon    |
| Park Won-sang   | Hong Bong-han     |
| Jeon Hye-jin    | Yeongbin Lady Lee |
| Park So-dam     | Lady Moon         |
| Jin Ji-hee      | prinses Hwawan    |
| Seo Ye-ji       | koningin Jeongsun |

## Productie
De film werd bekroond met drie Korean Association of Film Critics Awards, voor beste film, beste muziek en beste scenario en werd geselecteerd als Zuid-Koreaanse inzending voor de beste niet-Engelstalige film voor de 88ste Oscaruitreiking.

## Prijzen en nominaties
Een selectie:
| Jaar | Prijs                 | Categorie                   | Genomineerde | Resultaat |
| ---- | --------------------- | --------------------------- | ------------ | --------- |
| 2015 | Tallinn (19de editie) | Gouden Wolf voor beste film | Sado         | Gewonnen  |